# Schizachyrium maritimum
Schizachyrium maritimum là một loài thực vật có hoa trong họ Hòa thảo. Loài này được (Chapm.) Nash miêu tả khoa học đầu tiên năm 1903.

## Hình ảnh

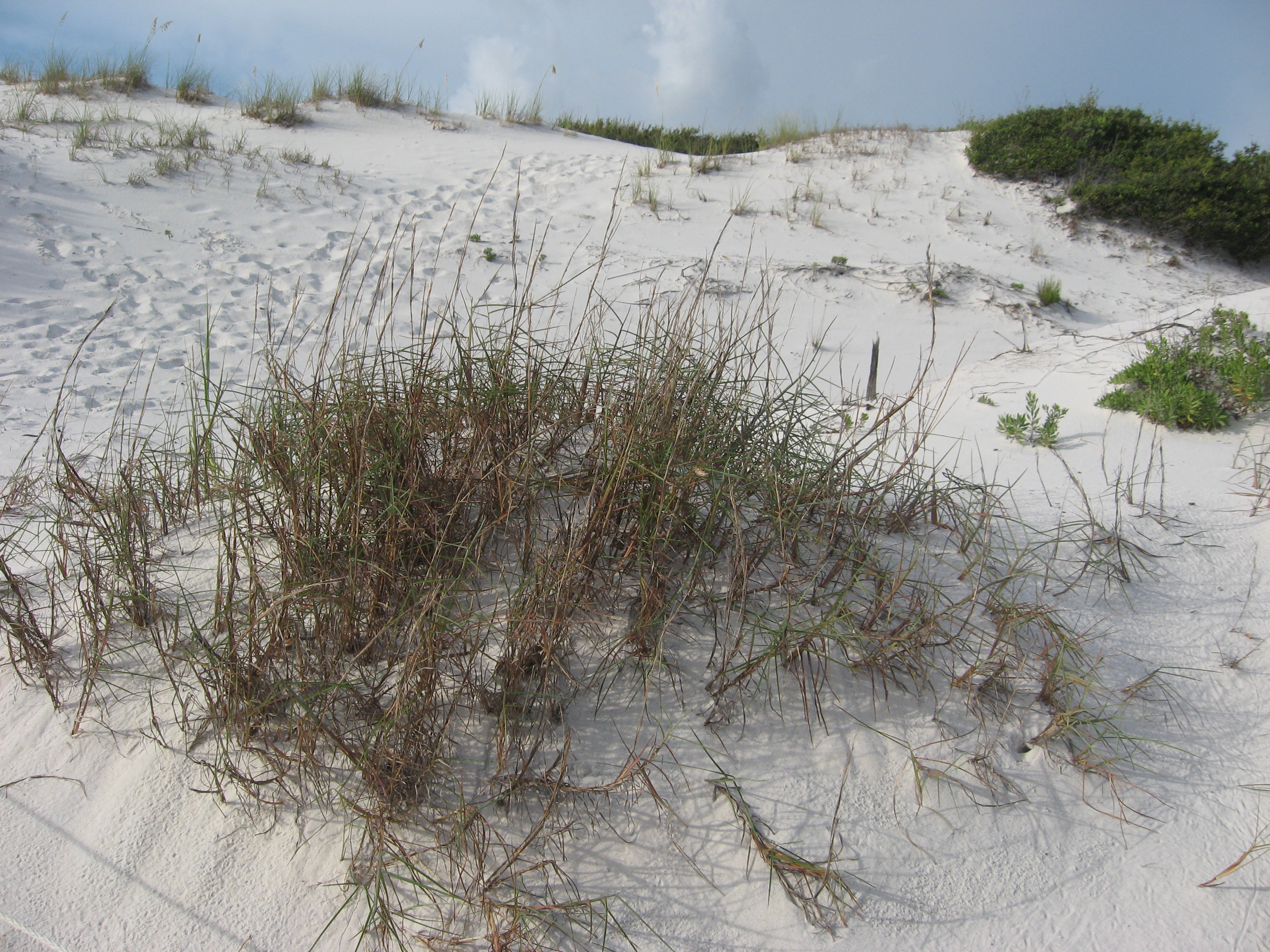